# Ziarnojadek araukariowy
Ziarnojadek araukariowy (Sporophila beltoni) – gatunek małego ptaka z rodziny tanagrowatych (Thraupidae). Występuje endemicznie w południowo-wschodniej Brazylii. Został wyodrębniony z ziarnojadka siwego (S. plumbea) w roku 2013. Jest narażony na wyginięcie.

## Taksonomia
Gatunek wyodrębniono w roku 2013 z ziarnojadka siwego (S. plumbea). Holotyp znajduje się w Museo de la Ciencia y la Tecnología, na Pontifícia Universidade Católica do Rio Grande do Sul w Porto Alegre. Zebrany został 22 grudnia 2009 w Rio Grande do Sul w Jaquirana, był to dorosły samiec oznaczony później numerem 2782.
Cechami odróżniającymi ziarnojadka araukariowego od siwego są:
- mocny, żółty dziób o łukowatej krawędzi górnej
- dorosły samiec jest większy i cięższy niż u S. plumbea
- upierzenie u dorosłych samców jest w większości szaroniebieskie, nie ołowianoszare

Gatunek został zaakceptowany przez SACC w grudniu 2013. Prawdopodobnie jest gatunkiem siostrzanym wobec ziarnojadka siwego.

## Morfologia
Opis dotyczy holotypu będącego dorosłym samcem. Wierzch ciała ciemnoszary, w górnej części grzbietu i na karku obecne niewyraźne ciemne paskowanie. Wierzch głowy i czoło pokrywają czarne paski. Kuper szary. Sterówki szaroczarne, jaśniejsze na końcu. Lotki I i II rzędu także cechuje barwa szaroczarna; od nasady do środka lotki obecny jest kolor biały, co tworzy białą plamę przy złożonym skrzydle. Lotki III rzędu i pokrywy skrzydłowe czarniawe. Kantarek czarnoszary, z kilkoma białymi piórami pod okiem. Pokrywy uszne, gardło i pierś niebieskoszare, boki jaśniejsze; brzuch i pokrywy podogonowe białawe. Dziób w całości jaskrawożółty. Nogi i pazury ciemnoszare. Tęczówka kasztanowa.
Wymiary holotypu: długość ciała 123,7 mm, skrzydło (od zgięcia do końca lotek) 67,5 mm, ogon 50 mm, dziób 11,9 mm, wysokość dzioba 8,8 mm, szerokość dzioba u nasady 8,53 mm, skok 14,73 mm, masa ciała 12,6 g.
Dalszy opis dotyczy paratypu w postaci dorosłej samicy. Upierzenie brązowawe, dziób jasnożółty. Wierzch ciała w większości oliwkowobrązowy do oliwkowego. Kuper ciemnopłowy. Lotki I i II rzędu oraz sterówki brązowe, jaśniejsze u nasady. Policzki i boki szyi płowe, pierś płowoszara, miejscami płowa. Gardło, broda, brzuch i pokrywy podogonowe płowoszare, białawe. Górna szczęka brązowa z jasnożółtymi paskami, dolna szczęka na bokach i końcówce brązowa, poza tym jasnożółta. Obszar od miejsca osadzenia górnej szczęki do kącika dzioba (zwany rictus) żółty. 
Wymiary paratypu: długość ciała 117 mm, skrzydło (od zgięcia do końca lotek) 65,2 mm, dziób (od końca opierzenie po końcówkę, culmen) 9,58 mm, szerokość dzioba 8,5 mm, skok 14,29 mm, masa ciała 12 g.
Wymiary podane w mm przedstawia poniższa tabela.
| Okaz         | Masa ciała (g) | Długość ciała | Dziób (górna krawędź) | Dziób (nieopierzona g.k.) | Wysokość dzioba | Szerokość dzioba | Skrzydło    | Ogon        | Skok        |
| ------------ | -------------- | ------------- | --------------------- | ------------------------- | --------------- | ---------------- | ----------- | ----------- | ----------- |
| S. plumbea ♂ | 10,5 ± 0,87    | 112,1 ± 4,6   | 10,2 ± 0,40           | 8,9 ± 0,50                | 7,3 ± 0,38      | 7,7 ± 0,36       | 62 ± 0,46   | 42,7 ± 2,7  | 13,9 ± 0,38 |
| S. beltoni ♂ | 12,0 ± 0,62    | 119,7 ± 2,34  | 11,3 ± 0,42           | 10,0 ± 0,35               | 8,1 ± 0,25      | 8,2 ± 0,24       | 65,8 ± 1,53 | 46,6 ± 1,54 | 14,4 ± 0,44 |
| S. beltoni ♀ | 11,8 ± 1,01    | 118 ± 1,95    | 11,2 ± 0,27           | 9,9 ± 0,32                | 8,1 ± 0,29      | 8,4 ± 0,23       | 62,9 ± 1,97 | 44,9 ± 1,95 | 14,3 ± 0,49 |

## Zasięg występowania
Zasięg obszarów lęgowych poszatkowany; częściowo rozciąga się od północno-wschodniej części stanu Paraná po miasto Tibagi w tymże stanie; okazy, które zebrał Johann Natterer, świadczą o tym, że ziarnojadek araukariowy występował także w rejonie Kurytyby. Dalej na południe występuje także w centralnej części Płaskowyżu Południowego, osiągając północno-wschodnią granicę Rio Grande do Sul. Południową granicę zasięgu wyznacza rzeka Das Antas, wpadająca potem do rzeki Tainhas.
S. beltoni jest gatunkiem wędrownym. Na tereny lęgowe przybywa w środku października, a opuszcza je pod koniec stycznia, ostatnie osobniki pozostają do pierwszego tygodnia marca. Najprawdopodobniej zimuje w Minas Gerais i okolicznych stanach, około 1500 km od miejsc gniazdowania. W trakcie wędrówek przemierza centralny stan São Paulo, gdzie widywany jest w stadach mieszanych z ziarnojadkiem płowym (S. hypoxantha), a na miejscach zimowania również z innymi ziarnojadkami – siwym (S. plumbea), maskowym (S. collaris), cynamonowym (S. bouvreuil), kasztanowatym (S. cinnamomea) i czarnolicym (S. nigricollis).

### Środowisko
Ziarnojadek araukariowy zasiedla obszary trawiaste z wysokimi krzewami oraz araukarią brazylijską (Araucaria angustifolia). Zasiedla dwa typy obszarów trawiastych, lokalnie zwane guamirinzal oraz vassoural. W guamirinzal dominują krzewy z gatunków Myrcia bombicina (mirtowate) oraz Escallonia megapotamica (twardziczkowate). W krajobrazie vassoural przeważają Baccharis dracunculifolia, licznie występują również przedstawiciele Eupatorium i Baccharis (astrowate). Obecne są niezbyt wysokie drzewa, np. Agarista eucalyptoides (wrzosowate), Quillaja brasiliensis (mydłodrzewowate) oraz Schinus (nanerczowate). Występują także trawy, zarówno niskie, jak i wysokie.

## Status
W Czerwonej księdze gatunków zagrożonych IUCN ziarnojadek araukariowy klasyfikowany jest jako gatunek narażony (VU, Vulnerable) nieprzerwanie od 2016 roku. W 2014 roku liczebność populacji szacowano na około 9000 dorosłych osobników. Trend liczebności populacji uznawany jest za spadkowy. Główne zagrożenia dla gatunku to utrata siedlisk, głównie na terenach lęgowych, oraz chwytanie do niewoli.